# Hitrádio Orion
Hitrádio Orion – prywatna lokalna stacja radiowa na Morawach w Republice Czeskiej. Członek czeskiej sieci radiowej Hitrádio.
Linerem stacji jest: "Hitrádio ORION je hudební stanice pro lepší náladu!" co w tłumaczeniu brzmi: "Hitradio ORION jest stacją muzyczną dla lepszego nastroju!".